# Optimus Prime
Optimus Prime är en fiktiv karaktär i Transformersvärlden.
Optimus Prime hette från början Orion Pax. Pax blev förstörd av Megatron - Decepticonernas ledare - och blev ombyggd till Optimus Prime av Alpha Trion. Prime blev ledare för Autoboterna i deras krig mot Decepticonerna.
Hans ledarskap gick ut på rättvisa och ära för det goda och att stå upp för de som inte kunde stå upp för sig själva. Han har inget ego och bryr sig alltid om alla andra. Han tror också på att hans soldater är likgiltiga för hans rang och sätter aldrig sig själv före andra.
I The Transformers: The Movie dog Optimus Prime och ledarskapet för Autoboterna gick vidare till Ultra Magnus men Hot Rod blev Autoboternas nya ledare. Primes kropp begravdes i ett rymdskepp och skickades iväg ut i universum. Precis innan skeppet skulle förstöras mot en stjärna lyckades en grupp forskare rädda hans kropp. Han återuppväcktes igen, denna gång av en Quintesson och med hjälp av Autoboternas ledarskapsmatrix lyckades han rädda universum från en hatpest.
Som transformer förvandlas Optimus Prime till en lastbil. Optimus Primes röst i TV-serierna görs av Peter Cullen, Gary Chalk och David Kaye. På svenska har han framförts bland annat av Gunnar Ernblad, Jan Nygren, Niclas Ekholm och Stephan Karlsen.